# Allison Jones Rushing

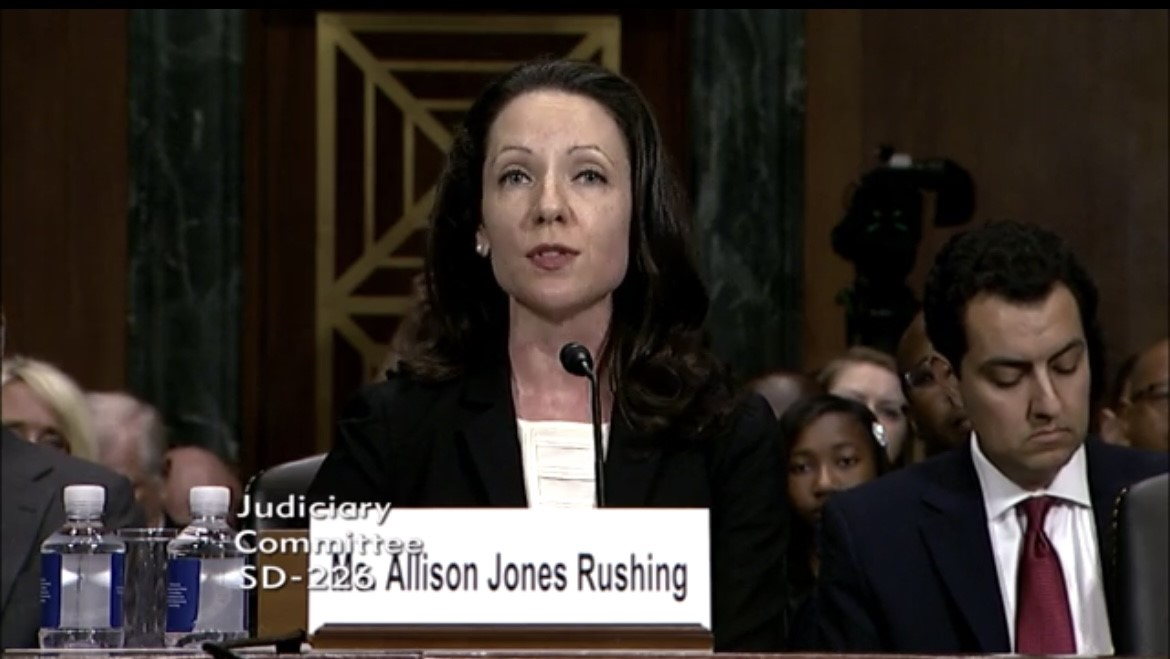
Allison Jones Rushing

Allison Blair Jones Rushing (* 1982 in Hendersonville, North Carolina) ist eine US-amerikanische Juristin und Bundesrichterin am United States Court of Appeals (Bundesberufungsgericht) für den vierten Gerichtskreis, der die Bundesstaaten Maryland, North Carolina, South Carolina, Virginia und West Virginia umfasst.

## Werdegang
Rushing studierte Musik an der Wake Forest University, bevor sie ein Studium der Rechtswissenschaften an der School of Law der Duke University abschloss. Ihr Gerichtspraktikum absolvierte sie bei Neil Gorsuch zwischen 2007 und 2008 und bei Clarence Thomas von 2010 bis 2011.
Am 27. August 2018 wurde Rushing von Präsident Donald Trump für einen Posten am United States Court of Appeals for the Fourth Circuit nominiert. Am 21. März 2019 trat sie ihr Amt als Nachfolgerin von Allyson Kay Duncan an. Sie galt 2020 als mögliche Nachfolgerin von Ruth Bader Ginsburg als Richterin am Obersten Gerichtshof der Vereinigten Staaten.
Seit 2012 ist Rushing Mitglied der konservativen Juristenvereinigung Federalist Society.